# Список спецоперацій «DEVGRU»
Список операцій спецпідрозділу «DEVGRU» (англ. List of operations conducted by SEAL Team Six) — перелік спеціальних операцій, що проводилися особовим складом оперативною групою швидкого реагування військово-морських спеціальних операцій ВМС США за час існування цього спецпідрозділу.